# Parc Natural del Hayedo de Tejera Negra
El Parc Natural del Hayedo de Tejera negra es troba en el racó nord-occidental de la província de Guadalajara, en el terme municipal de Cantalojas, formant part del massís d'Ayllón, a l'extrem oriental del Sistema Central. És una de les fagedes més meridionals d'Europa. El 1974 es va declarar el Hayedo, Sitio Natural de Interés Nacional i posteriorment, el 1978, es va declarar parc natural, que es va ampliar el 1987.

## Clima
Els estius són suaus i frescos i els hiverns molt durs, amb neu durant dos o tres mesos. Les temperatures variant entre - 14º i 23º

## Flora

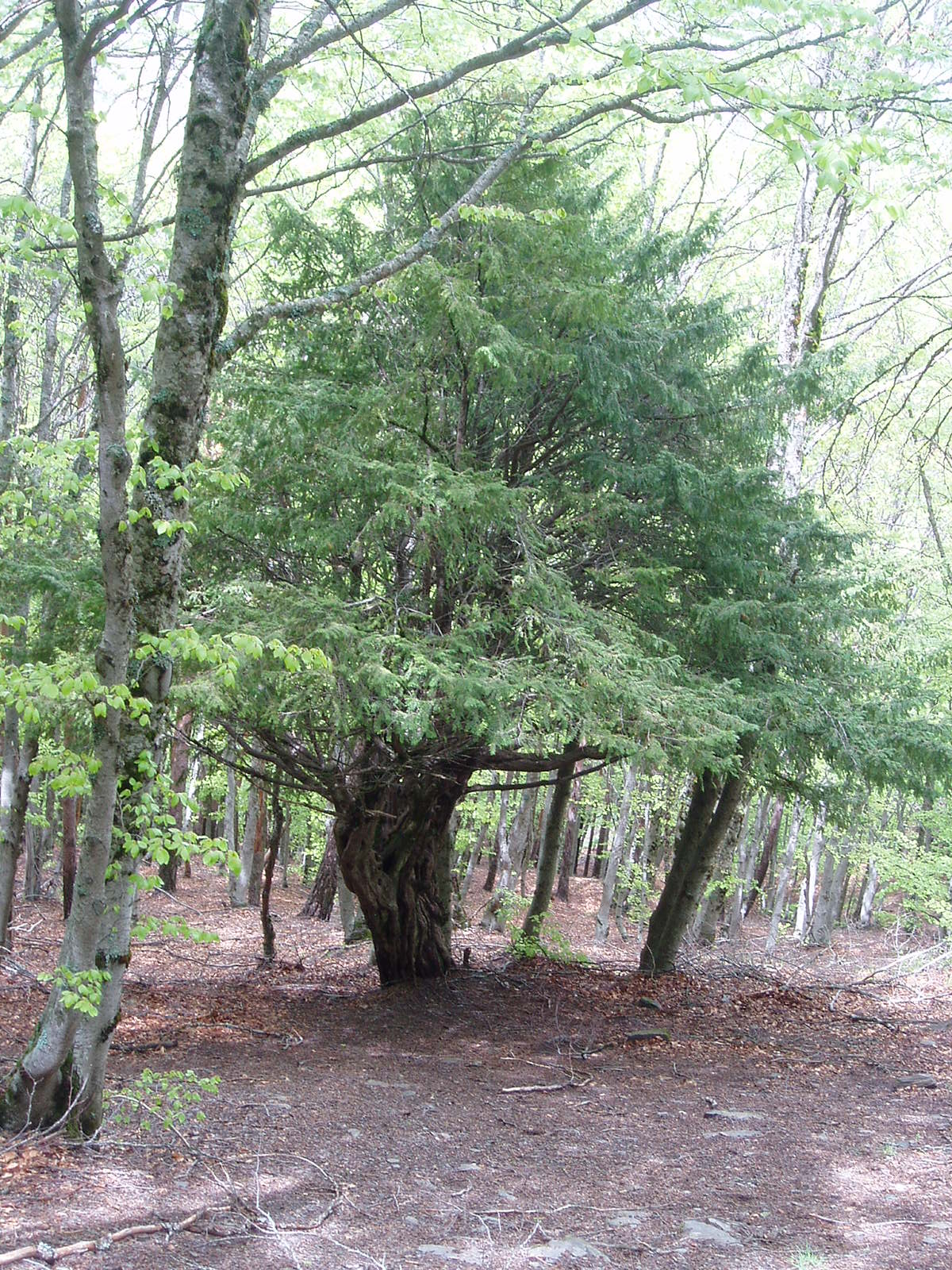
Teix a l'Hayedo de Tejera Negra.

El principal focus d'interès es troba en la seva massa forestal de faigs Fagus sylvatica, una de les més meridionals de la península Ibèrica, amb una extensió aproximada a les 44 hectàrees.
Aquestes masses han sobreviscut, gràcies a la seva situació estratègica, en els llocs més inaccessibles per a l'obtenció de llenya i carbó vegetal, així com la rompuda amb l'objectiu de crear terreny de pastura pel bestiar.

El reboll i el pi roig també formen masses boscoses principalment a les solanes, de manera natural el reboll i procedent de repoblacions el segon. També cal destacar la presència de teixos i bedolls que de manera aïllada o en petits grups estan escampats per les zones amb més humitat edàfica.

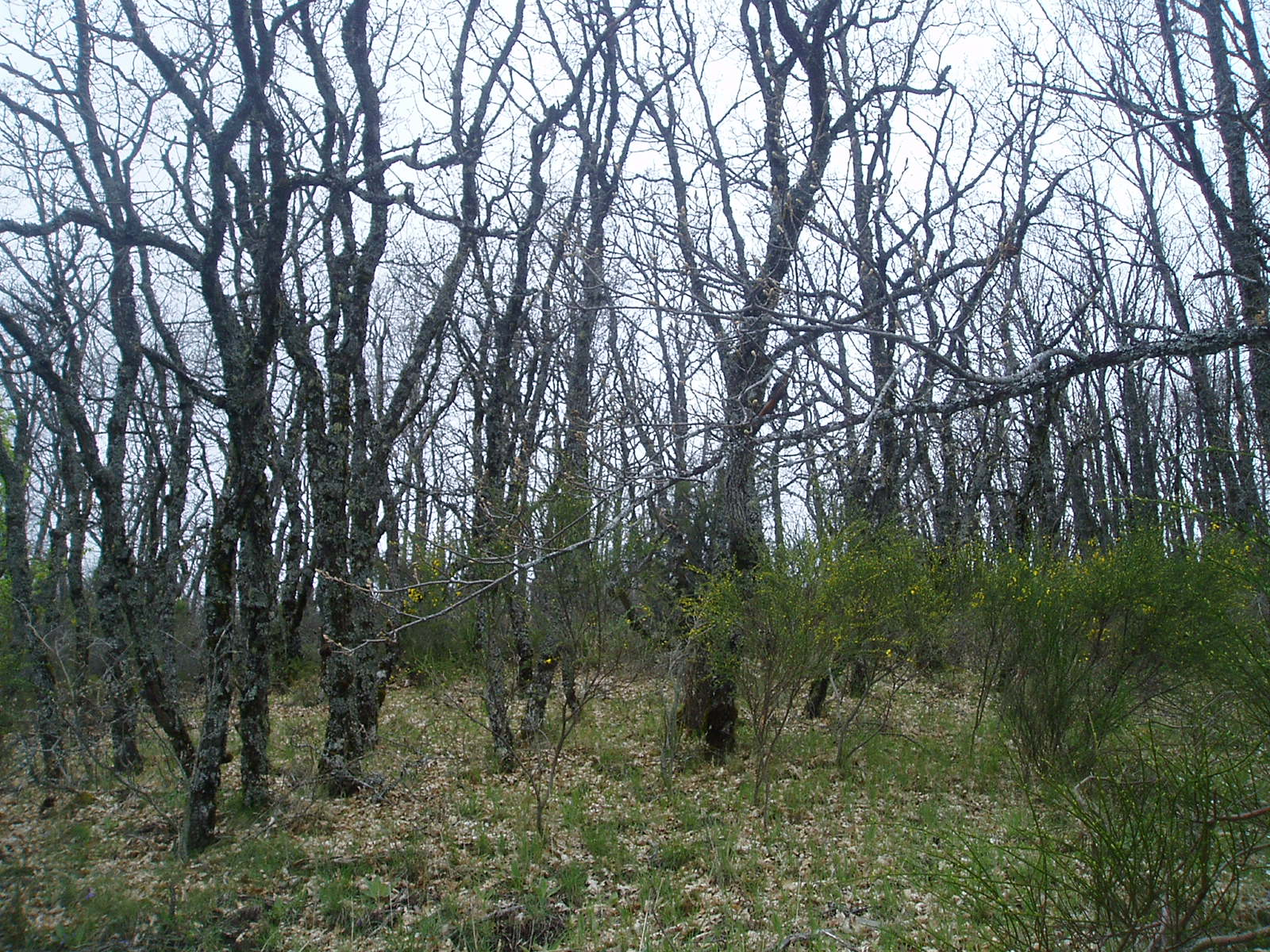
Roures a l'Hayedo de Tejera Negra.

Per sobre d'aquestes masses forestals només les formacions d'arbust com el bruc, amb subarbusts com l'aranyoner, el ginebre i la boixerola aguanten les dures condicions regnants, protegint els terres dels fenòmens erosius. En els espais oberts de fagedes, rebollars i pinedes trobarem matollar de lleguminoses del tipus retamoide com la ginesta d'escombres i la ginesta amb bruc rosat i bruc de bou de fins a dos metres. En llocs de terres més pobres trobem majoritàriament estepa.
Finalment, cal destacar la important varietat de fongs que hi creixen, especial el cep, amb peu gruixut de color blanquinós a marró clar i barret amb cutícula de color marró que apareix a finals d'estiu i durant la tardor.

## Fauna
En qualsevol dels seus impressionants rocams podem veure el vol de l'àguila reial, el milà reial i el falcó perdiguer. També és possible veure cabirols, guineus, gats salvatges, fagines, teixons, mosteles, porcs senglars i rapinyaires nocturns com el gamarús, el mussol banyut i Athene noctua.

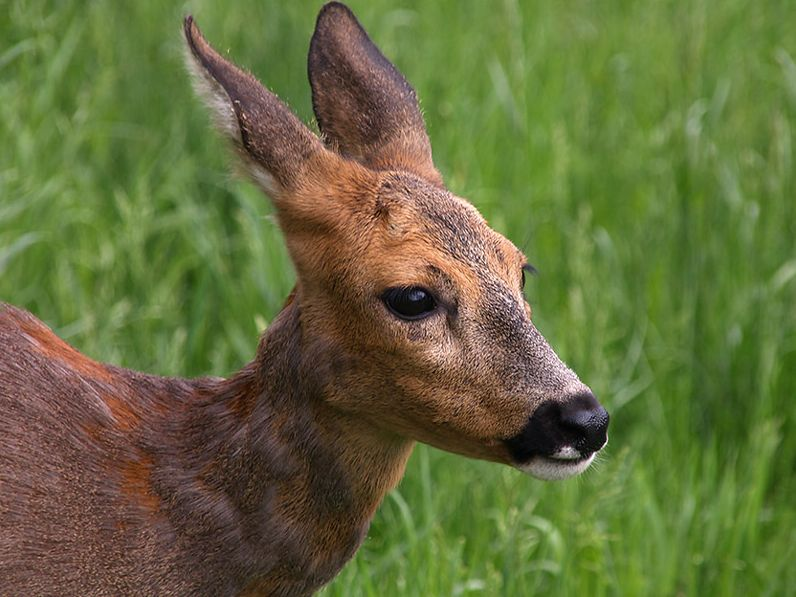
Cabirol
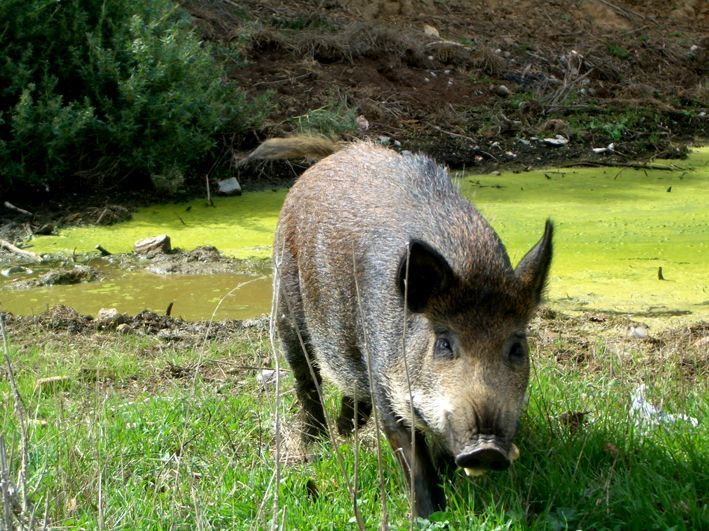
Porc senglar
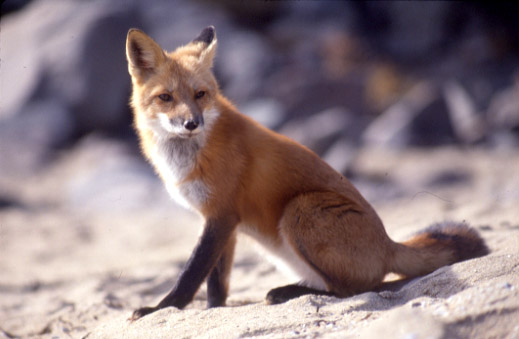
Guineu
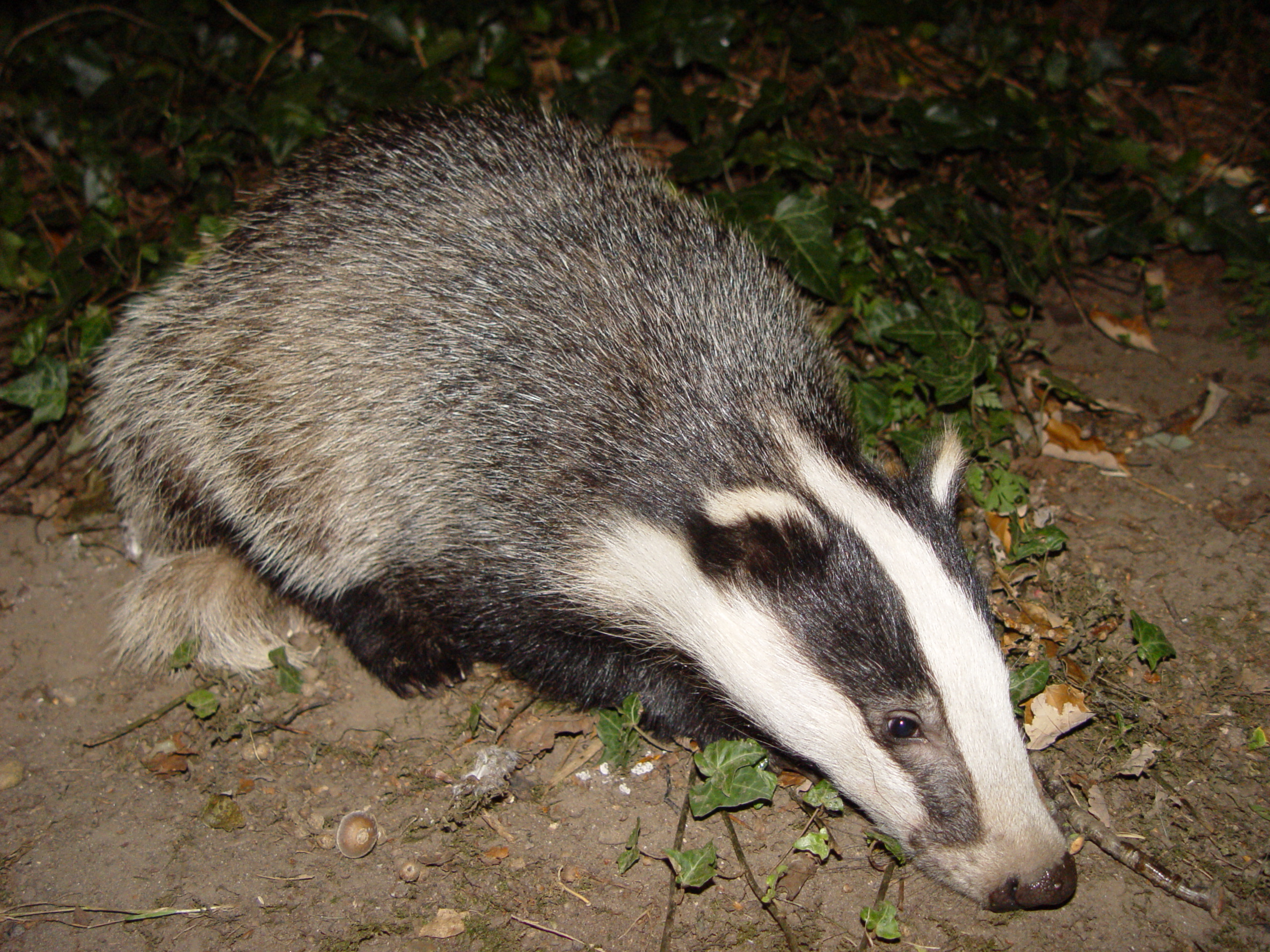
Teixó
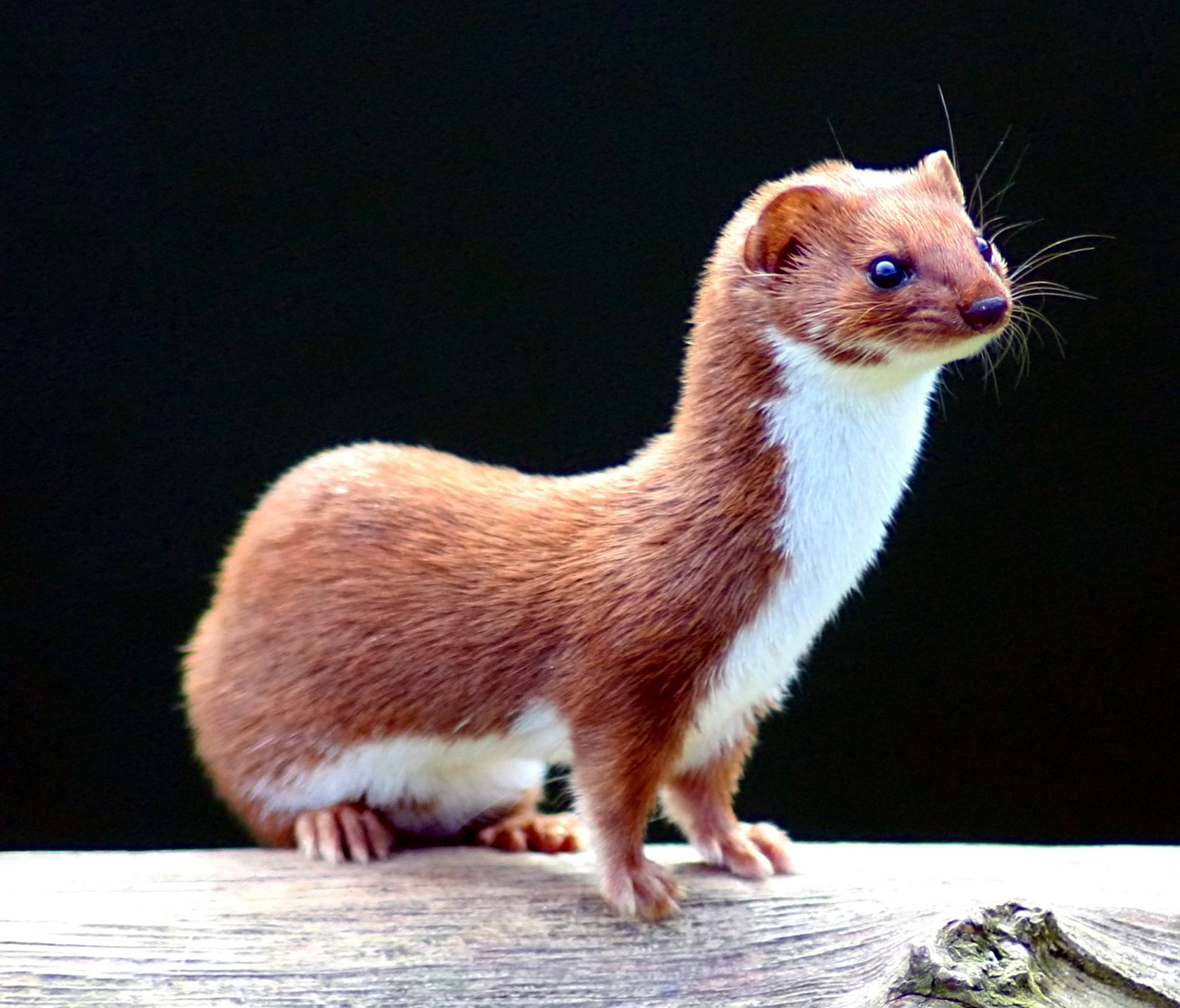
Mostela
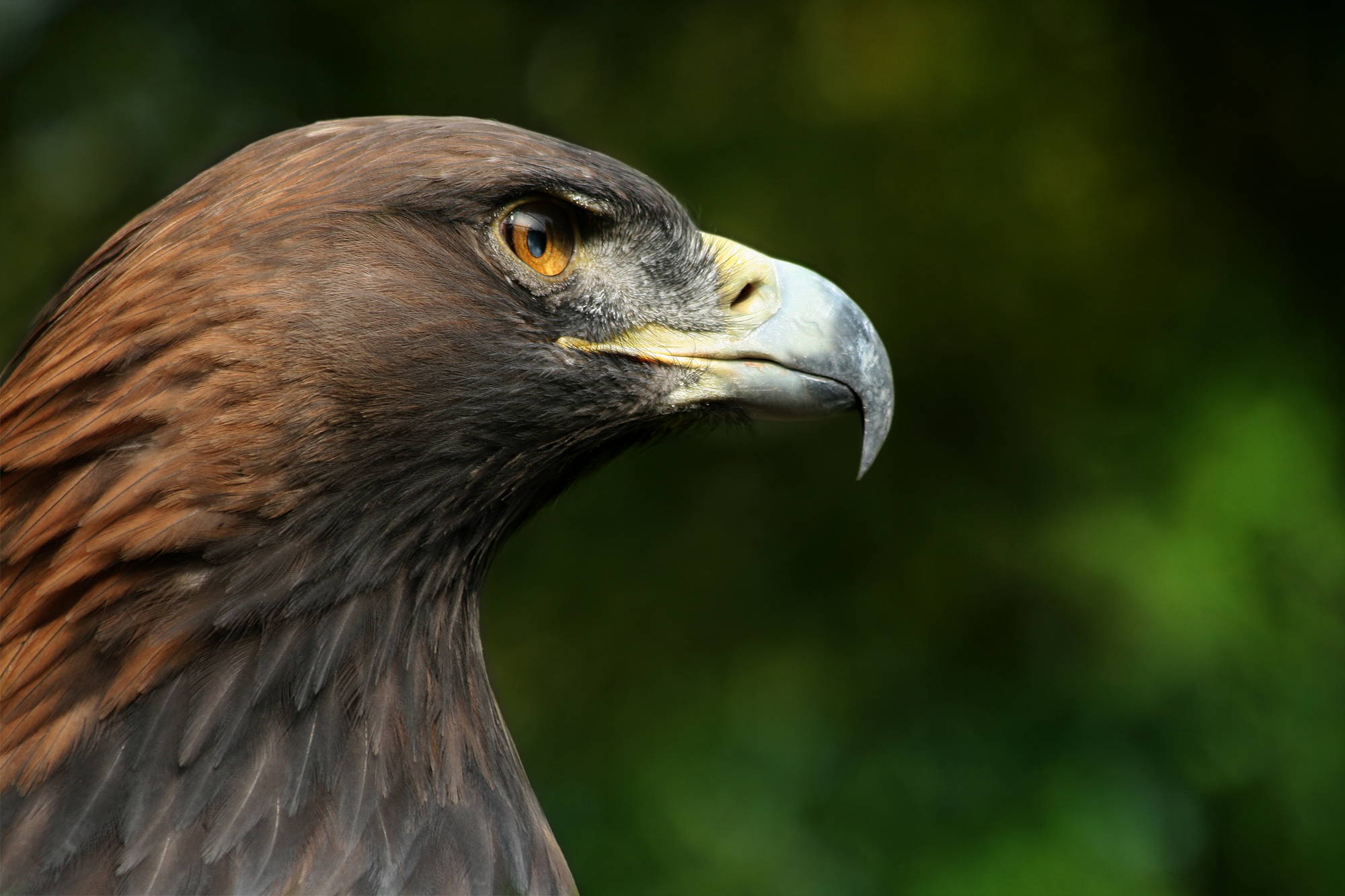
Àguila reial
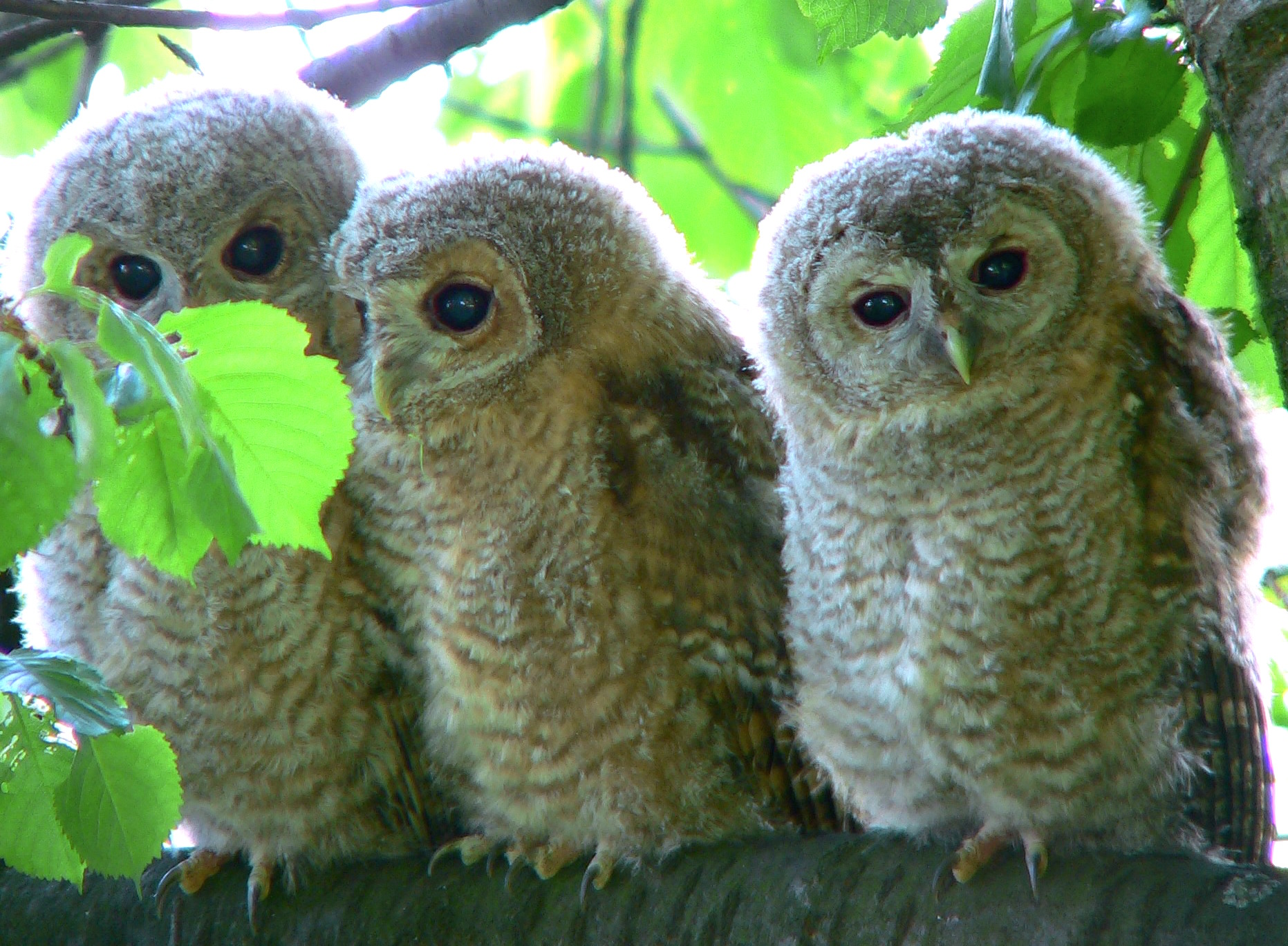
Gamarussos
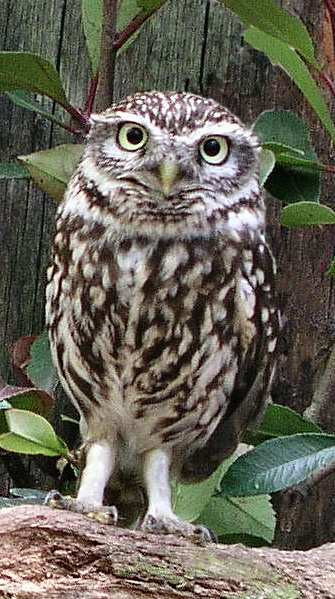
Athene noctua